# Olena Zubrilova
Olena Zubrilova (en ukrainien : Олена Миколаївна Зубрилова et en biélorusse : Алена Зубрылава), née le 25 février 1973 à Chostka (Ukraine), est une biathlète d'origine ukrainienne naturalisée biélorusse en 2002. Elle est quadruple championne du monde.

## Biographie
Elle participe à la Coupe du monde à partir de la saison 1992-1993, y marquant ses premiers points. En 1994, elle est suffisamment performante et est sélectionnée pour les Jeux olympiques de Lillehammer, où elle est cinquième du relais, 12e de l'individuel et 14e du sprint. Aux Championnats du monde 1996, elle monte sur ses deux premiers podiums en relais et par équipes, après une saison blanche en 1994-1995. Lors des Championnats du monde 1997, elle ouvre son compteur individuel, gagnant l'argent sur le sprint, la poursuite et l'individuel, alors qu'elle comptait comme meilleur résultat en Coupe du monde une quatrième place obtenue à Oslo plus tôt dans l'hiver. En janvier 1999, elle atteint finalement la plus haute marche du podium en remportant le relais, le sprint et la poursuite à Ruhpolding, avant de récolter trois médailles d'or aux Championnats du monde 1999, son quatrième titre mondial intervenant en 2002, sur la mass start. Elle aussi terminé trois fois sur le podium du classement général de la Coupe du monde, remportant un total de 21 courses, la majorité entre 1999 et 2000. En 1999, lorsqu'elle termine deuxième de la Coupe du monde, elle remporte les classements de la poursuite et du départ groupé. 
Pour ses premiers championnats du monde sous ses nouvelles couleurs biélorusses en 2003, elle remporte la médaille d'argent à l'individuel. De cette saison à 2006, elle ajoute quatre victoires en Coupe du monde à son palmarès et deux médailles de bronze aux Mondiaux 2005 (sprint et relais).
Aux Jeux olympiques d'hiver de 2006, elle termine cinquième du sprint et quatrième en relais. Elle se retire du biathlon après cette saison. Elle se reconvertit en tant qu'entraîneuse de biathlon, s'occupant des juniors en Biélorussie.

## Palmarès

### Jeux olympiques
| Édition             | Nat. | Épreuve    | Épreuve | Épreuve                          | Épreuve                          | Épreuve | Épreuve |
| Édition             | Nat. | Individuel | Sprint  | Poursuite                        | Mass start                       | Relais  |         |
| ------------------- | ---- | ---------- | ------- | -------------------------------- | -------------------------------- | ------- | ------- |
| Lillehammer 1994    |      | 12e        | 14e     | Épreuve inexistante à cette date | Épreuve inexistante à cette date | 5e      |         |
| Nagano 1998         | 28e  | —          | 5e      | Épreuve inexistante à cette date | Épreuve inexistante à cette date |         |         |
| Salt Lake City 2002 | 34e  | 59e        | —       | 10e                              | Épreuve inexistante à cette date |         |         |
| Turin 2006          |      | 14e        | 5e      | 25e                              | 16e                              | 4e      |         |

Légende :
- : épreuve non programmée
- —  : épreuve non disputée par Zubrilova

### Championnats du monde

#### Pour l'Ukraine
| Mondiaux \ Épreuve       | individuel                | Sprint                    | Poursuite                        | Départ en masse                  | Relais                    | Course par équipes               |
| 1993 Borovets            | —                         | —                         | Épreuve inexistante à cette date | Épreuve inexistante à cette date | 6e                        | —                                |
| 1996 Ruhpolding          | 7e                        | 30e                       | Épreuve inexistante à cette date | Épreuve inexistante à cette date | Médaille de bronze, monde | Médaille d'argent, monde         |
| 1997 Osrblie             | Médaille d'argent, monde  | Médaille d'argent, monde  | Médaille d'argent, monde         | Épreuve inexistante à cette date | 5e                        | Médaille de bronze, monde        |
| 1998 Pokljuka Hochfilzen | JO Nagano                 | JO Nagano                 | 8e                               | Épreuve inexistante à cette date | JO Nagano                 | 4e                               |
| 1999 Kontiolahti Oslo    | Médaille d'or, monde      | Médaille de bronze, monde | Médaille d'or, monde             | Médaille d'or, monde             | 5e                        | Épreuve inexistante à cette date |
| 2000 Oslo                | 9e                        | 25e                       | 12e                              | 19e                              | Médaille de bronze, monde | Épreuve inexistante à cette date |
| 2001 Pokljuka            | Médaille de bronze, monde | 13e                       | 12e                              | 8e                               | Médaille de bronze, monde | Épreuve inexistante à cette date |
| 2002 Oslo                | JO Salt Lake City         | JO Salt Lake City         | JO Salt Lake City                | Médaille d'or, monde             | JO Salt Lake City         | Épreuve inexistante à cette date |

Légende :

 : première place, médaille d'or

 : deuxième place, médaille d'argent

 : troisième place, médaille de bronze

 : épreuve inexistante à cette date

— : pas de participation à cette épreuve

#### Pour la Biélorussie
| Mondiaux \ Épreuve        | individuel               | Sprint                    | Poursuite                | Départ en masse          | Relais                    | Relais mixte                     |
| 2003 Khanty-Mansiïsk      | Médaille d'argent, monde | 5e                        | 4e                       | 4e                       | 4e                        | Épreuve inexistante à cette date |
| 2004 Oberhof              | 43e                      | 8e                        | 4e                       | 16e                      | 4e                        | Épreuve inexistante à cette date |
| 2005 Hochfilzen Khanty-M. | 73e                      | Médaille de bronze, monde | 21e                      | 18e                      | Médaille de bronze, monde | 11e                              |
| 2006 Pokljuka             | Jeux olympiques de Turin | Jeux olympiques de Turin  | Jeux olympiques de Turin | Jeux olympiques de Turin | Jeux olympiques de Turin  | 14e                              |

### Coupe du monde
- Meilleur classement général : 2e en 1999 et 2000.
- Gagnante de 2 petits globes de cristal en 1999 : poursuite et départ groupé.
- 49 podiums individuels : 21 victoires, 20 deuxièmes places et 8 troisièmes places.
- 20 podiums en relais : 3 victoires, 3 deuxièmes places et 14 troisièmes places.

#### Détail des victoires
| Saison / Épreuve | Individuel                           | Sprint                       | Poursuite                                                                    | Mass start                           | Total |
| ---------------- | ------------------------------------ | ---------------------------- | ---------------------------------------------------------------------------- | ------------------------------------ | ----- |
| 1998-1999        | Holmenkollen (Championnats du monde) | Ruhpolding Oslo-Holmenkollen | Ruhpolding Kontiolahti (Championnats du monde) Lake Placid Oslo-Holmenkollen | Holmenkollen (Championnats du monde) | 8     |
| 1999-2000        | Lahti                                | Oberhof Khanty-Mansiïsk      | Pokljuka Oberhof Lahti                                                       |                                      | 6     |
| 2000-2001        |                                      | Hochfilzen → Antholz         |                                                                              |                                      | 1     |
| 2001-2002        |                                      |                              |                                                                              | Oberhof Oslo (Championnats du monde) | 2     |
| 2002-2003        |                                      |                              | Östersund                                                                    |                                      | 1     |
| 2003-2004        |                                      | Hochfilzen                   |                                                                              |                                      | 1     |
| 2004-2005        | Antholz-Anterselva                   |                              |                                                                              |                                      | 1     |
| 2005-2006        |                                      |                              |                                                                              | Kontiolahti                          | 1     |
| Total            | 3                                    | 6                            | 8                                                                            | 4                                    | 21    |

#### Classements annuels
| Année | Classement général final |
| 1993  | 62e                      |
| 1994  | 40e                      |
| 1996  | 20e                      |
| 1997  | 9e                       |
| 1998  | 20e                      |
| 1999  | 2e                       |
| 2000  | 3e                       |
| 2001  | 3e                       |
| 2002  | 6e                       |
| 2003  | 5e                       |
| 2004  | 9e                       |
| 2005  | 7e                       |
| 2006  | 9e                       |

### Championnats d'Europe
- Médaille d'or du sprint en 2004.
- Médaille d'or du relais en 2006.
- Médaille d'argent de la poursuite en 2003.
- Médaille d'argent de l'individuel et du relais en 2004.
- Médaille de bronze du relais en 2003.
- Médaille de bronze de la poursuite en 2004.

### Championnats du monde de biathlon d'été
- Médaille d'or du relais en 2003.
- Médaille d'argent du sprint et de la poursuite en 2003.
- Médaille d'argent du relais en 2002.
- Médaille de bronze de la mass start en 2003.